# Thoma Gaqi
Thoma Gaqi (ur. 21 sierpnia 1948 w Korczy) – albański muzyk i kompozytor.

## Życiorys
W 1966 ukończył naukę w szkole artystycznej Jordan Misja w Tiranie, w klasie skrzypiec. W 1972 ukończył studia muzyczne w Instytucie Sztuk Pięknych w Tiranie. Po studiach prowadził zajęcia ze studentami w macierzystej uczelni, był także kierownikiem katedry kompozycji. W latach 1979–1983 pełnił funkcję kierownika artystycznego Teatru Opery i Baletu. W latach 1992–1996 kierował szkołą muzyczną w Korczy, aby w 1996 powrócić do pracy na Uniwersytecie Sztuk w Tiranie. Był autorem utworów symfonicznych, a także kompozytorem muzyki do filmów fabularnych. W 1972 skomponował swój najbardziej znany utwór - poemat symfoniczny poświęcony ofiarom niemieckiej pacyfikacji wsi Borova, w lipcu 1943.
Za swoją działalność artystyczną został w 1984 wyróżniony tytułem Zasłużonego Artysty (Artist i Merituar).

## Twórczość
- 1972: Borova (poemat symfoniczny)
- 1976: Koncert na skrzypce i orkiestrę
- 1979: Koncert na skrzypce, wiolonczelę i orkiestrę
- 1989: Symfonia nr. 1
- 2008: Scherzo na parę skrzypiec

## Muzyka filmowa
- 1976: Përballimi
- 1985: Vjeshte e nxehte e '41